# Джагъяб
Джагъяб (тиб. བྲག་གཡབ་རྫོང་, Вайли: brag g.yab rdzong, кит. упр. 察雅县, пиньинь Cháyǎ xiàn) — уезд в городском округе Чамдо, Тибетский автономный район, КНР.

## История
Уезд был создан в 1959 году.

## Административное деление
Уезд делится на 3 посёлка и 10 волостей:
- Посёлок Ендум (烟多镇)
- Посёлок Гьитанг (吉塘镇)
- Посёлок Чжамдум (香堆镇)
- Волость Дзонгша (宗沙乡)
- Волость Кентонг (肯通乡)
- Волость Кагонг (卡贡乡)
- Волость Гуангда (扩达乡)
- Волость Шинка (新卡乡)
- Волость Вангка (王卡乡)
- Волость Адзэ (阿孜乡)
- Волость Бари (巴日乡)
- Волость Ронгчжуб (荣周乡)
- Волость Чжагра ( 察拉乡)